# Projektumfeldanalyse
Die Projektumfeldanalyse (abgekürzt PUMA oder PUA, auch Projektumweltanalyse genannt) ist eine Analyse der Umwelt eines Projektes. Es handelt sich um eine Methode des Projektmanagements, die alle betroffenen Interessengruppen („Stakeholder“) eines Projektes identifiziert. Die PUA sieht ein Projekt als soziales System und erzeugt die Abgrenzung der Beteiligten im Projektumfeld. Sie wird zumindest beim Start eines Projektes durchgeführt, um einerseits Betroffene zu Beteiligten zu machen, indem man sie in die Projektorganisation einbindet und um andererseits Maßnahmen für kritische Beteiligte setzen zu können. Sie ist die Basis für Projektplanung, Projektmarketing und für die Risikoanalyse.

## Ziele der Projektumfeldanalyse
Ziel ist die Erfassung aller Einflussfaktoren des Projektes:
1. Einflussfaktoren und Rahmenbedingungen für das Projekt
2. Stakeholder und deren Interessen
3. Projektrisiken
4. Einbettung des Projekts in das Unternehmen
5. Chancen und Risiken
6. Maßnahmen zur Beeinflussung des Projektumfelds
7. Erkenntnisse für die Projektplanung

Die Projektumfeldanalyse zeigt eine Übersicht aller Projektbetroffenen (als Personen oder Organisationseinheiten) mit deren Bedeutung für das Projekt, deren Einstellung zum Projekt, deren Erwartungshaltung an das Projekt, den Erwartungen des Projektes an den/die jeweils Betroffenen.

## Voraussetzungen
Ziel und Umfang des Projektes sowie die wesentlichen Projektfunktionäre müssen vor der Projektumfeldanalyse bekannt sein. Eine bereits abgeschlossene Projektplanung hingegen ist nicht erforderlich. Die wichtigsten Akteure im Projektumfeld erstellen in einem Workshop die PUA:
Aktive Stakeholder (insbesondere Projektteam und Projektleiter, Vertreter der Linienorganisation, Machtpromotor / Auftraggeber, Fachpromotor / Kunden) und passive Stakeholder (z. B. Behörden, Betriebsrat, Konkurrenten, Familienmitglieder der Projektmitarbeiter, vom Projekt indirekt betroffene Mitarbeiter).

## Aufbau einer PUA

### Identifikation aller relevanten Umfelder
Die Identifikation aller relevanten Umfelder wird durch folgende Leitfragen unterstützt:
1. Durch welche Macht und Energie wird das Projekt unterstützt?
2. Welche Macht und Energie steht dagegen?
3. Wo im Haus ist das Problem oder Ziel des Projekts bekannt und akzeptiert?
4. Wo und wodurch gibt es Veränderungsdruck? Was wäre bei wem ohne dieses Projekt?
5. Wie ist die „Großwetterlage“ für das Projekt? Welche Trends und Tabus sind erkennbar? Was sind die aktuellen Reizthemen?

### Nahtstellen des Projektes
Jedes Zusammentreffen der Projektgrenzen mit seinem Umfeldsystemen wird traditionell als organisatorische Schnittstelle bezeichnet. In neueren Ansätzen wird dies besser als Nahtstelle bezeichnet, womit das Verbindende der Naht gegenüber dem Trennenden eines Schnitts hervorgehoben wird.
Die Durchsetzung der Projektziele an den Nahtstellen zu anderen Systemen sollte so oft wie möglich durch Vereinbarungen an den überlappenden Bereichen zwischen den Systemen ersetzt werden. Die Spielregeln umfassen die geregelte Übergabe und Übernahme von vorab definierten Ergebnissen und die Vereinbarungen von klaren Ansprechpartnern in jeder Umfeldgruppe.
Kernfragen sind:
1. Welche Zwischenergebnisse sind abzustimmen?
2. Wer übergibt was, wann, an wen?
3. Welcher der beiden Beteiligten informiert wen worüber?
4. Unter welchen Bedingungen werden Ergebnisse übergeben?

### Portfoliodarstellung (Kraftfeldanalyse) und Bewertung
Wenn Umfelder und Nahtstellen bekannt sind, werden diese in einer Portfoliografik erfasst und bewertet:
- Personen, Interessengruppen
- Bedeutung für das Projekt (Größe/Nähe des Kreises)
- Einstellung zum Projekt +, - oder +/- (positiv, negativ oder neutral)

Die Bewertung der Bedeutung der einzelnen Umfelder für das Projekt kann man durch unterschiedlich große Kreise darstellen und die Nähe zum Projekt durch unterschiedliche Entfernungen. Die Nähe oder Entfernung zum Projekt kann durch konzentrische Kreise um das Projekt noch hervorgehoben werden. Die zentralen Erwartungen oder Befürchtungen des jeweiligen Projektumfeldes gegenüber dem Projekt werden mit +, - oder +/- dargestellt.
Es hilft, sich in die Lage einer bestimmten Interessengruppe zu versetzen, um deren Erwartungen und Befürchtungen zu erfassen. Zur Klärung kann auch der direkte Kontakt zu den Betroffenen aufgenommen werden. Der Gesamtsicht ist im Zweifelsfall immer Vorrang zu geben.

### Erwartungen/Befürchtungen
Die obigen Resultate werden in einer Tabelle erfasst und um zwei Spalten ergänzt: Erwartungen/Befürchtungen an das Projekt, Erwartungen/Befürchtungen vom Projekt an Person/Interessengruppe.

## Ergebnisse

### Chancen-Risiken-Portfolio
Die so erkannten Widersprüche, Konfliktpotentiale und Chancen können im Chancen-Risiken-Portfolio dargestellt werden.

### Maßnahmentabelle
Die bisherigen Resultate zeigen die soziale Vernetzung des Projekts und dienen der Ableitung von Strategien und Maßnahmen bezüglich der einzelnen Umfelder. Diese Maßnahmen fließen in die Projektplanung mit ein.

## Weitere Verwendung
Im Zuge des Projektfortschrittes müssen laufende veränderliche Randbedingungen unter Beobachtung bleiben und gegebenenfalls die PUMA wiederholt durchgeführt werden.
Die Projektumfeldanalyse ist Voraussetzung für die Risikoanalyse, da Projektrisiken meist durch Störungen von außen entstehen.